# Alexander Korda
Alexander Korda (16. september 1893 – 23. januar 1956) var en britisk filminstruktør og producer.

## Liv
Han var født i Østrig-Ungarn og fik navnet Sándor László Kellner. Han arbejdede som journalist, før han begyndte i filmindustrien. Efter at havde levet i Tyskland, Frankrig og USA flyttede han til Storbritannien; han blev britisk statsborger i 1936.
Hans brødre Zoltán og Vincent arbejdede også i filmindustrien.
Korda var den første filminstruktør nogensinden, der blev udnævnt til ridder, hvilket skete i 1942. Han var gift tre gange, anden gang med skuespilleren Merle Oberon.

## Udvalgte film

### Som instruktør
- Henrik den Ottendes privatliv (1933)
- Rembrandt (1936)
- Den fuldendte ægtemand (1947, efter et Oscar Wilde-skuespil)

### Som filmproducer
- De fire fjer (1939)
- Tyven fra Bagdad (1940)
- Den tredje mand (1949)